# Eutomopepla annulipes
Eutomopepla annulipes är en fjärilsart som beskrevs av Felder 1875. Eutomopepla annulipes ingår i släktet Eutomopepla och familjen mätare. Inga underarter finns listade i Catalogue of Life.